# Àlex Suárez Castro
Àlex Suárez és un jugador professional de bàsquet balear. Fa 2,07 metres i juga en la posició d'aler-pivot.
La temporada 2014-15 va jugar la seva segona temporada amb el primer equip del FIATC Joventut, amb el qual tenia contracte fins al final de la temporada 2015-16. L'estiu de 2015 el Reial Madrid va pagar la clàusula de rescissió del contracte i Suárez va fitxar per l'equip madrileny.